# Charles Bichat
Pour les articles homonymes, voir Bichat.
Compléments
Charles Bichat, né le 27 avril 1901 à Fontenay-sous-Bois et mort le 22 janvier 1964 à Poitiers, est un commissaire de police et résistant français.
Lié au réseau Renard à Poitiers d'avril 1941 jusqu'au démantèlement du réseau en août 1942, Charles Bichat est ensuite agent P1 (agent habituel) du réseau Turma Vengance à compter du 1er septembre 1942, ainsi que du réseau Alliance à partir du 1er janvier 1943, jusqu'au 30 septembre 1944.
Charles Bichat devient lieutenant FFI du 16 juillet au 30 octobre 1944, et chef de la section « Police » (30 policiers) du groupe FFI « Robert » (environ 200 hommes) commandé par le capitaine Robert Guionnet, rattaché au groupe Bayard du « colonel Bernard » commandant les FFI de la Vienne.
Son engagement comme résistant français actif dans de multiples actions, ainsi que son rôle crucial pour éviter la destruction du plus ancien pont de la ville de Châtellerault lui valent une reconnaissance officielle en 1945.

## Biographie

### Jeunesse et formation
Charles Oscar Bichat est issu d'une famille de sous-officiers de la gendarmerie : son père Pierre Bichat, garde républicain, et son grand-père Pierre-Charles Bichat, gendarme à cheval, ont été tous deux décorés de la médaille militaire respectivement à l'issue des guerres de 1914-1918 et de 1870. A l'âge de 11 ans, il parvient à se faufiler, à l'insu de son père qui avait participé à l'assaut, dans les ruines du garage où Jules Bonnot très grièvement blessé venait d'être appréhendé. Il est enfant de troupe à l'école militaire préparatoire de Rambouillet, avant de s'engager en 1920 dans la marine nationale. Il sert comme matelot fourrier sur le cuirassé Voltaire jusqu'en 1923 où il est grièvement blessé au poumon lors de la révolte de Klaipėda à Memel en Lituanie[réf. nécessaire][source insuffisante]. 
Rentré en France, il est poète chansonnier à Montmartre sous le pseudonyme de « Racso ». Il épouse en 1932 Andrée Giraudeau avec laquelle il a un fils : Jean-Marcel[réf. nécessaire][source insuffisante]. En 1935, il devient secrétaire de police à Poitiers. Il fréquente au moment de la guerre d'Espagne le groupe « La Flèche » de Georges Izard et milite au Parti frontiste, petite formation de gauche antifasciste à la recherche d'une troisième voie entre marxisme et capitalisme.[réf. nécessaire]

### Bataille de France et emprisonnement (avril-décembre 1940)
Mobilisé le 17 avril 1940 comme caporal à la 83e division d'infanterie, Charles Bichat est fait prisonnier le 15 juin suivant, trois jours après la reddition de la poche de Saint-Valéry-en-Caux. Il parvient le 16 décembre 1940 à se faire libérer du Frontstalag 204 de Saint-Quentin en simulant une tuberculose sévère, grâce à sa blessure ancienne au poumon et en se piquant les gencives pour cracher du sang,.

### Activités dans la résistance au commissariat central de Poitiers (avril 1941-septembre 1943)
De retour à Poitiers et ne voulant pas servir le régime de Vichy, Bichat ne réintègre son poste de secrétaire de police au commissariat central de Poitiers qu'en avril 1941 après avoir été convaincu de l'utilité de reprendre ses fonctions pour aider la résistance par ses « camarades », probablement des loges maçonniques de Poitiers[évasif],,,dont son ami Charles Pétignat. Il entre à la même période dans le groupe de Robert Guionnet, par l'intermédiaire de René Renoux, membre de ce groupe, et qui était également en contact avec le réseau Renard. 
Il commence ses activités de résistance en s'adonnant à de la propagande oratoire et en procédant à la diffusion de tracts, d'abord en lien avec le réseau Renard jusqu'au démantèlement de ce réseau en août 1942, puis au sein des réseaux Turma-Vengeance et Alliance, dont il devient agent P1 (agent habituel) à compter du 1er septembre 1942,.
Selon le lieutenant-colonel Raoul Ferron (alias Gilles), après-guerre Président de la Commission départementale d'attribution de la qualité de membre FFI, il « établit par centaines des fausses cartes d'identité, d'alimentation, de travail » et « fait franchir la ligne de démarcation à de nombreuses personnes menacées dans leur liberté ou leur vie». Ces « vrais-faux » papiers sont ensuite validés par le commissaire Comtesse,.
Lors des perquisitions auxquelles il participe, il fait systématiquement disparaître les pièces compromettantes ou les remet ultérieurement aux intéressés,. Il prévient avant leur arrestation et facilite la fuite de plusieurs personnes, résistantes, communistes, ou juives, dont notamment les chefs du réseau Renard Louis Renard, Gaston Chapron et Noël Sorin, les deux derniers parvenant à s'échapper, de même que le futur député et sénateur communiste Alphonse Bouloux,,.

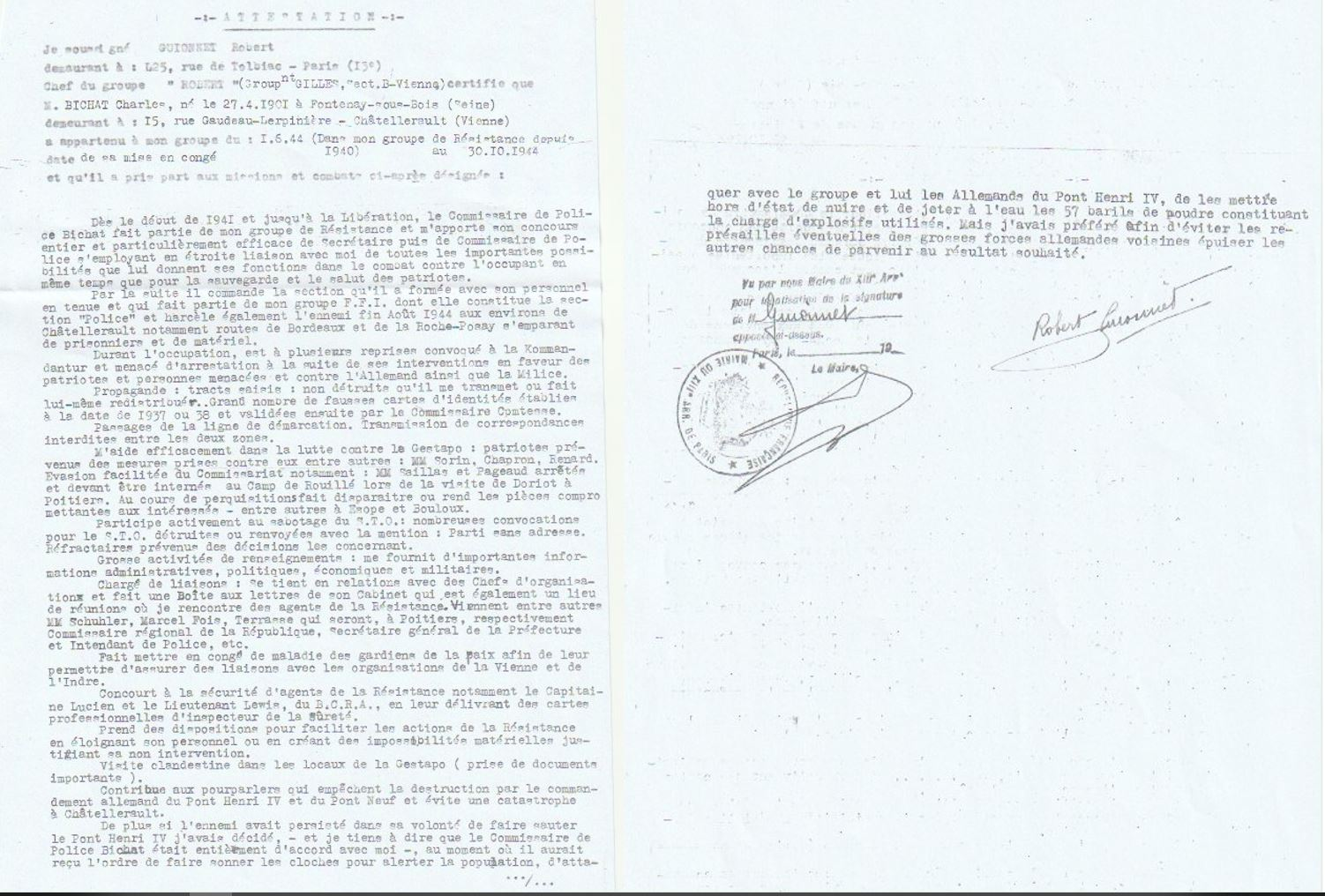
Attestation du Capitaine Robert Guionnet pour Charles Bichat sur ses activités de résistance.

Il permet l'évasion du commissariat les responsables de la résistance communiste Caillas et Pageaud arrêtés lors de la visite de Doriot à Poitiers le 30 avril 1942. Il rédige un rapport attestant que le jeune René Oudin ,qui avait attaqué un Allemand à la gare de Poitiers, était manifestement fou pour tenter de lui éviter la peine de mort, mais celui-ci est transféré à Fresnes et fusillé à Paris le 15 juin 1943.
Averti par Noël Sorin avant l'attentat de mai 1943 contre le chef du PPF dans la Vienne Michel Guérin, il recommande de modifier le plan qu'il juge trop risqué, mais ne parvient pas à convaincre les cinq étudiants de Poitiers qui seront arrêtés en août 1943, et pour quatre d'entre-eux fusillés au Mont-Valérien. 
Selon le lieutenant-colonel Ferron, Bichat participe avec Robert Guionnet à la surveillance et à la neutralisation des agents de la Gestapo Schmidt et Reynold, tenus responsables de nombreuses arrestations. En 1943, il participe également au sabotage du STO en détruisant, ou en renvoyant avec la mention « parti sans adresse », les convocations et oriente les réfractaires vers son ami Charles Pétignat, organisateur du Maquis Charles. 
Charles Bichat est arrêté à quatre reprises par la Gestapo à Poitiers, et menacé de déportation, notamment après avoir remis des papiers réguliers à une femme juive finalement arrêtée sur la ligne de démarcation. Cependant, jamais des preuves suffisantes ne sont avérées pour déporter effectivement un cadre de la police française.

### Formation de commissaire à l'École nationale supérieure de la Police (septembre 1943-juin 1944)

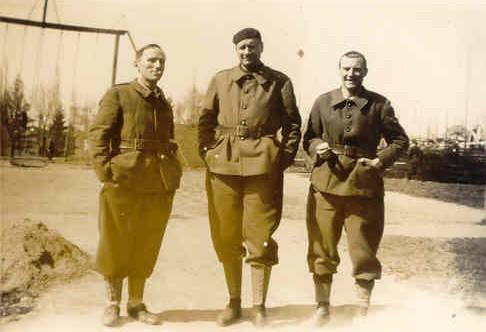
Charles Bichat (au centre) élève commissaire à l'ENSP 4ème promotion septembre 1943-juin 1944 (ses deux camarades ne sont pas identifiés).

Charles Bichat est élève commissaire à l'ENSP de septembre 1943 - juin 1944 (4e promotion), et profite d'une permission pour remettre aux services de police FFI, qu'il rencontre dans un immeuble Place du Gouvernement à Lyon, en se faisant identifier par le code « J'apporte des nouvelles du papa », des documents concernant un suspect, repéré par le capitaine Charles Pétignat, et venu du Poitou pour espionner les maquis de la région lyonnaise. 
À l'issue de sa formation, il est prévu qu'il soit affecté à Nantes, mais il obtient, après la mort le 11 juin dans le bombardement de la gare du commissaire en poste à Châtellerault, de pouvoir retourner dans la Vienne (où réside l'essentiel de son réseau) en étant nommé commissaire de Châtellerault le 16 juin 1944. La présence de la Manufacture d'armes confère à la ville de Châtellerault le statut de site stratégique de grande importance. Les Allemands y concentrent 3 000 soldats dès le début de l'occupation, et également à partir de début 1944 une division SS.

### Activités dans la résistance au commissariat de Châtellerault et combats de la Libération (juin-septembre 1944)
Au commissariat de Châtellerault, Charles Bichat peut s'appuyer sur le groupe « Alfred », réseau de policiers résistants constitué par le brigadier Roger Brossard, qui contribue à former plusieurs maquis dans la Vienne et l'Indre-et-Loire (Coussay-les-Bois, Douadic, Champigny-sur-Veude, Richelieu et Martaizé).

#### Commissaire et résistant à Châtellerault
Agent de liaison de la résistance, membre du réseau Alliance[réf. à confirmer], son bureau sert de boîte aux lettres et de lieu de réunion pour de nombreux résistants de la région, notamment le futur Commissaire Régional de la République Jean Schuhler et le futur Secrétaire général de la préfecture Marcel Foy. Il envoie fréquemment les gardiens de la paix Renoux et Doucet, qu'il met en arrêt maladie, porter des documents à des groupes de résistants de l'ouest de la France,. 
Les actions de résistance de Bichat sont nombreuses et variées. Il ferme systématiquement les yeux sur les sabotages des postes de radios qui diffusent les nouvelles de Vichy à la mairie de Châtellerault et dans le quartier de Châteauneuf. Il refuse que ses fonctionnaires saluent les miliciens, que la photo de Darnand soit affichée dans le commissariat, et que l'essence stockée au commissariat soit remise à la milice, jusqu'à ce que trente miliciens armés de mitrailleuses viennent encercler le commissariat pour s'emparer par la force du stock. Il arrête les miliciens Faucon et Sevaux qui s'étaient emparés de la caisse de la gare pour les forcer à rendre l'argent. Il démasque et fait arrêter par les maquisards le milicien Tetard parti espionner le maquis de la Haye-Descartes. Il permet au Lieutenant Dupuy d'emmener des combattants Nord-Africains évadés au maquis de Châteauroux et dirige des hommes envoyés de Paris par le Lieutenant Moraine vers les différents maquis de la région. 
Le local de la LVF ayant été imprudemment vandalisé par un jeune Châtelleraudais désireux d'entrer dans la résistance, il parvient à faire arrêter à sa place un membre de la LVF en permission qui s'était répandu dans les cafés de la ville contre le manque de reconnaissance des Allemands à son égard, et qui est immédiatement renvoyé par eux sur le front de l'est. Prévenu suffisamment tôt, il facilite les « prélèvements » opérés par les maquisards à la recette des finances et à la manufacture des tabacs de Châtellerault en tenant son personnel à l'écart et dans l'impossibilité d'intervenir.  
Charles Bichat remet des cartes d'inspecteur de son commissariat à plusieurs agents de la résistance, dont le capitaine « Lucien » du BCRA, et un lieutenant canadien parachuté nommé « Lewis », avec lequel il cambriole une nuit les bureaux de la Gestapo situés 17 rue Colbert afin de percer des codes allemands de signaux routiers et de saisir des lettres de dénonciation,.
Il est une cinquième fois arrêté par la Gestapo après avoir mis fin, en effectuant une descente de nuit au café « L'Union » rue de Thuré, à une soirée de sous-officiers allemands avec des prostituées, mais il est à nouveau libéré. Le 16 juillet 1944, il convoque tous ses hommes en tenue au commissariat, alors situé 102 boulevard Blossac, pour leur enjoindre de « faire leur devoir de Français » en s'engageant avec lui dans les FFI du groupe Robert, ce qu'acceptent les trente gardiens et gradés du commissariat de Châtellerault constituant la section « Police » du groupe Robert,,,,,.
Volontaire pour rejoindre le maquis avec ses policiers résistants, il reste en ville sur ordre du commandement de la résistance et attaque les 30 août et 31 août 1944 des convois de l'armée allemande dans les environs de Châtellerault route de Bordeaux et route de La Roche Posay, s'emparant d'une dizaine de prisonniers et de matériel,.  

#### Sauvetage du pont Henri-IV de Châtellerault

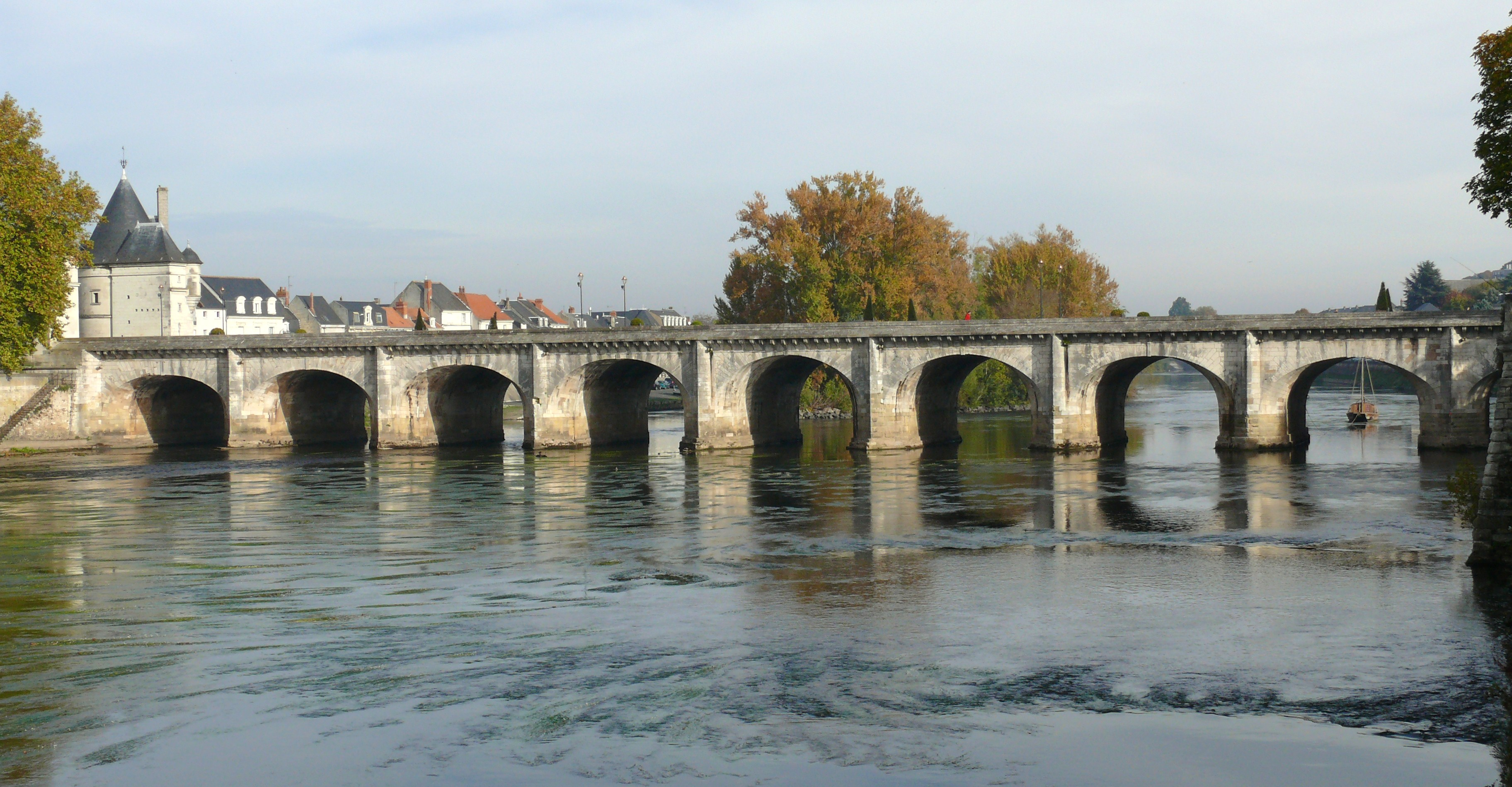
Pont Henri-IV de Châtellerault.

Le 31 août 1944, alors que les Allemands ont déjà fait sauter les ponts ferroviaires de Loudun et de la Gornière et préparent la destruction du Pont Neuf et du pont Henri-IV à Châtellerault, Bichat va chercher le sous-préfet Wiltzer au château de Monthoiron pour l'emmener à Dangé négocier avec le colonel von Tafel, dont il avait été informé de la présence,. Il saisit alors la demande du colonel de transporter des soldats allemands grièvement blessés à l'hôpital de Châtellerault afin que la ville soit en échange épargnée. Il se retrouve alors entre Dangé et Ingrandes, avec le brigadier-chef Crocq qui conduit la voiture de police, sous le feu des FFI du lieutenant Houdebine qui ne l'ont pas immédiatement reconnu,,,. Dans la nuit du 31 août au 1er septembre 1944, afin de maintenir la pression sur les Allemands et en accord avec le capitaine Robert Guionnet, il se positionne avec les trente policiers de Châtellerault autour du pont Henri-IV dans le but de neutraliser les soldats allemands présents avant qu'ils ne puissent déclencher leurs explosifs, au cas où les Allemands ne respecteraient pas l'accord signé avec le sous-préfet,,,.
Après la libération de la ville, il est habilité le 7 septembre 1944 par le colonel Bernard, commandant les FFI de la Vienne, pour procéder aux arrestations « des personnages qui ont notoirement trahi la cause française pendant l'occupation», en lien avec le capitaine de police FFI Katow.

### Dernières années
Charles Bichat poursuit sa carrière à Clermont-Ferrand en 1947 avant d'être promu commissaire principal à Grenoble en 1952 où il fait valoir ses droits à la retraite. Il est nommé commissaire principal honoraire le 15 décembre 1961.
Il préside jusqu'à sa mort, le 22 janvier 1964, les sections de la Vienne du Comité d'action de la Résistance et de la Fédération Nationale des Combattants Volontaires, et est vice-Président de la FAMMAC de Châtellerault.

## Distinctions

### Honneurs

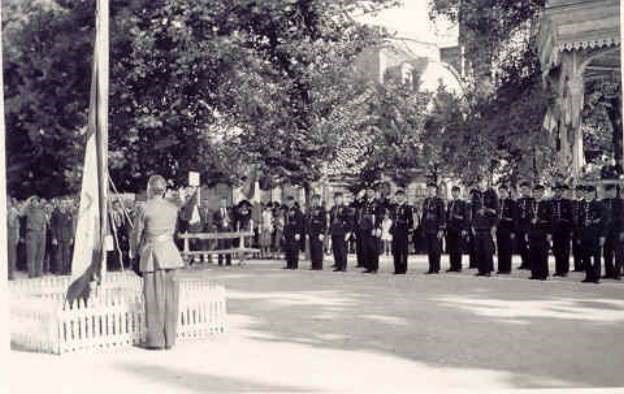
Lever des couleurs devant les policiers de Châtellerault boulevard Blossac le 14 juillet 1945, probablement par le Maire Louis Ripault.

Le 14 juillet 1945, Evelyne Doumecq, épouse du sous-préfet Pierre-Marcel Wiltzer, remet au commissaire Bichat, en présence du commissaire régional de la République Jean Schuhler et du sous-préfet, un drapeau tricolore à la Croix de Lorraine et aux armes de la ville marqué de l'inscription « Police de Châtellerault » en l'honneur des actions de résistance des policiers châtelleraudais qui défilent à cette occasion boulevard Blossac devant la mairie. 
Ce drapeau, demeuré dans les archives du commissariat de Châtellerault, est présenté à la population à l'occasion du 75e anniversaire de la libération de la ville le 4 septembre 2019 et doit orner en 2020 la salle de réunion du nouveau commissariat de Châtellerault qui porte dès lors le nom du commissaire Bichat.

Le 31 août 1945, le conseil municipal de Châtellerault prend à l'unanimité la délibération suivante :
Le Conseil municipal adresse à M. Charles Bichat, Commissaire de police, l'expression de la vive reconnaissance des Châtelleraudais pour l'aide décisive qu'il a apporté à l'oeuvre de sauvegarde du pont Henri-IV en août 1944.
Charles Bichat reçoit après-guerre les distinctions honorifiques suivantes :
- la médaille de la Résistance polonaise en France (diplôme no 1593 signé du Colonel « Daniel » Zdrojewski le 3 avril 1946[38]).
- la médaille de la Résistance française (décret du 11 mars 1947 publié au Journal officiel du 27 mars 1947[39]).
- la médaille Militaire (décret du 29 août 1953 publié au Journal officiel du 4 septembre 1953[5]).
- la croix de guerre 1939-1945 avec palme (décret du 29 août 1953 publié au Journal officiel du 4 septembre 1953[5]).
- la Croix de combattant volontaire de la Résistance (décision ministérielle 313 du 6 mai 1957 n° d'inscription 7915).
- la médaille d'honneur de la Police nationale à l’échelon or (à titre posthume, arrêté du 16 septembre 2024)[40] à l’occasion de l’inauguration le 21 septembre 2024 d’une vitrine qui lui est consacrée au Musée de la Résistance Nationale de Champigny.

### Galerie

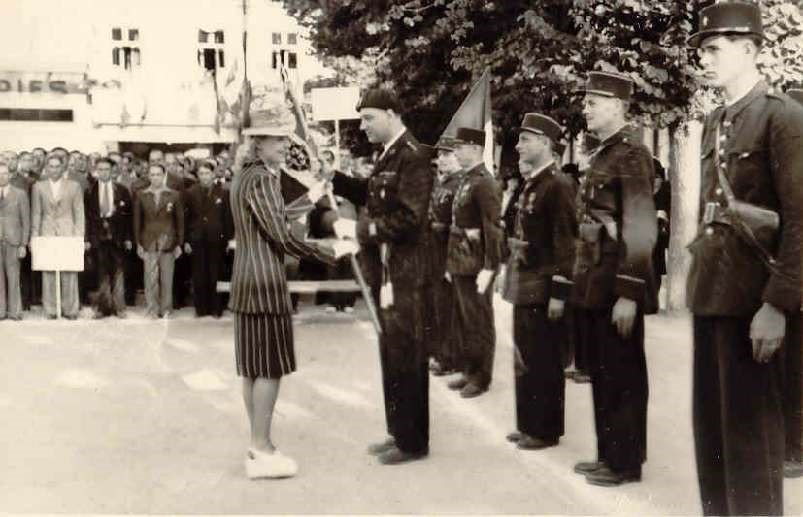
Remise du drapeau au commissaire Bichat par Mme Wiltzer le 14 juillet 1945.
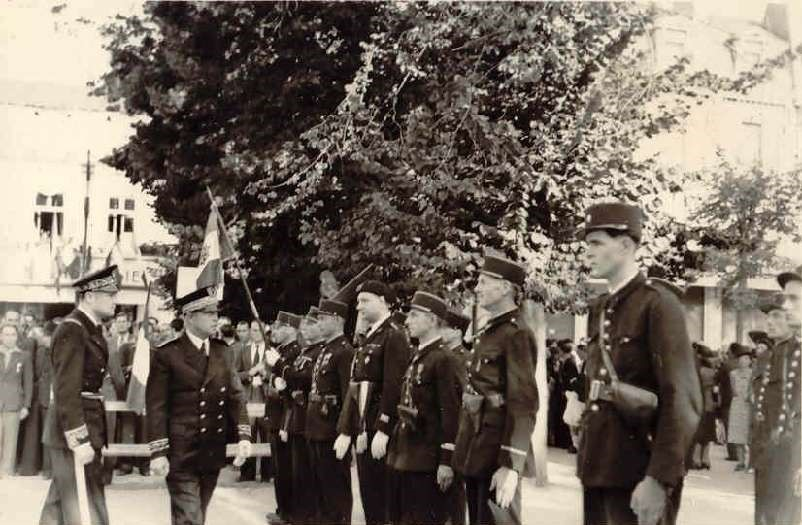
Passage en revue des policiers de Châtellerault par le Commissaire régional de la République Schuhler et le sous-préfet Wiltzer le 14 juillet 1945.
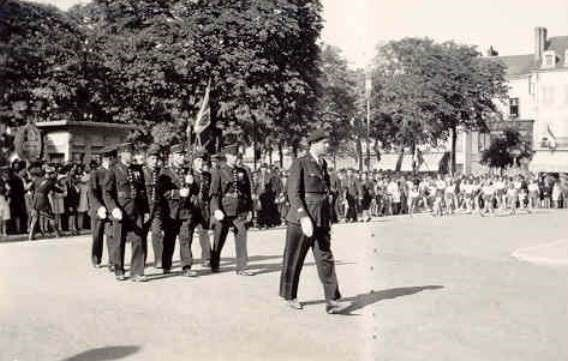
Ouverture du défilé du 14 juillet 1945 par les policiers de Châtellerault.
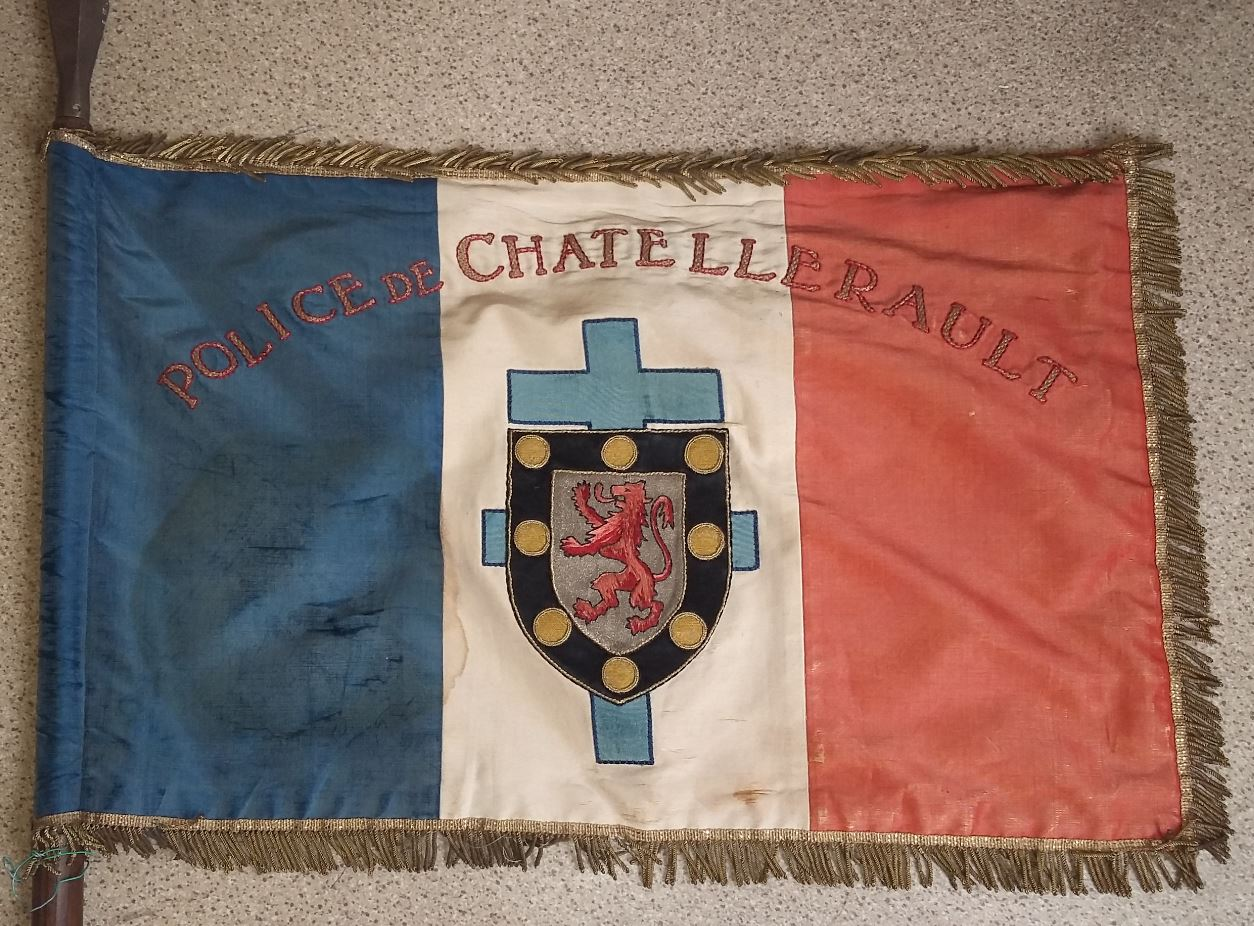
Détail du drapeau remis par Mme Wiltzer au commissaire Bichat le 14 juillet 1945 (photo aimablement transmise par le commandant divisionnaire fonctionnel Franck Delarue, chef du commissariat de Châtellerault).
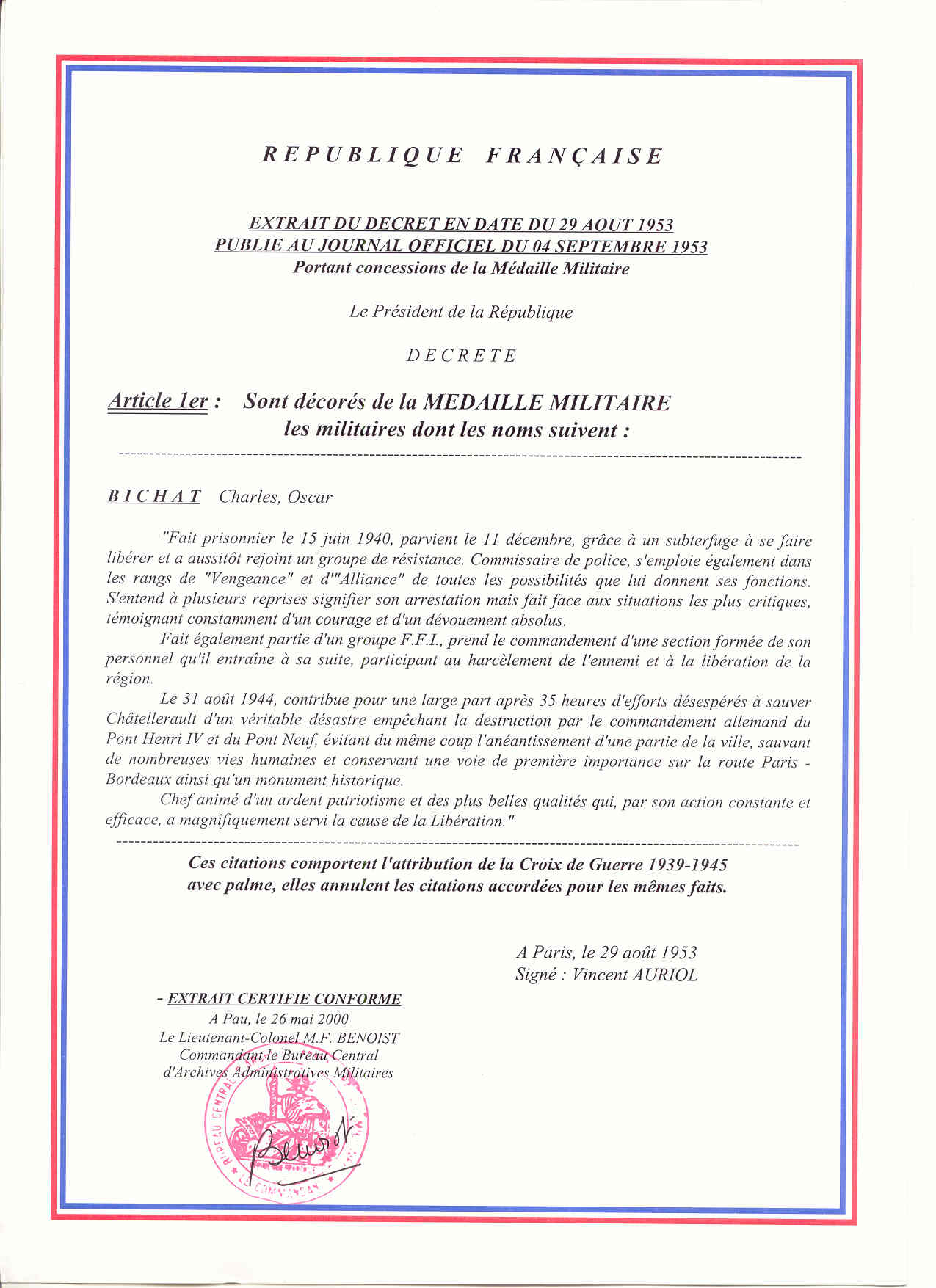
Décret du 29 août 1953 attribuant à Charles Bichat la Médaille Militaire et la Croix de Guerre avec palme.
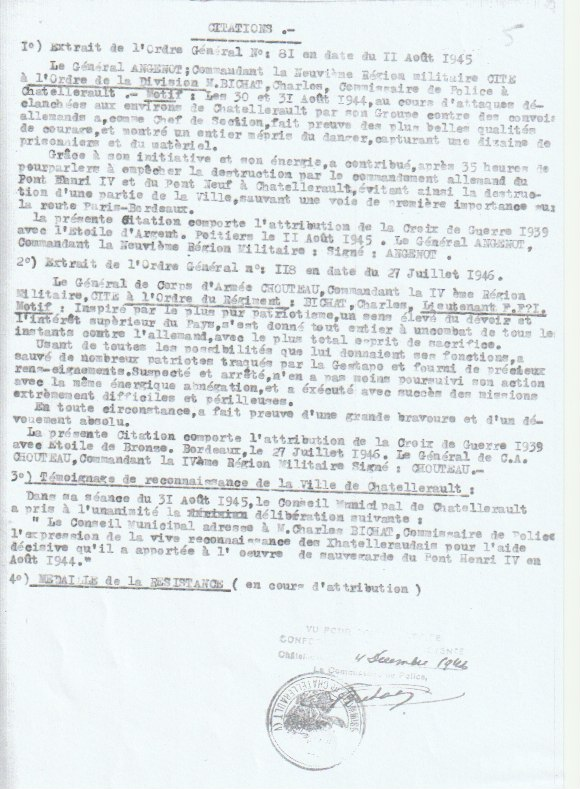
Citations de Charles Bichat par le Général Angenot et le Général de Corps d'Armées Chouteau.

### Ouvrages
- Marie-Claude Albert, Châtellerault sous l'Occupation, Geste Éditions, coll. « Témoignages », 2015, 384 p. (ISBN 978-2-84561-212-9), p. 259-261.
- Richard Kauffmann, Radio Topinambour : La vie d'un officier altruiste : le colonel Édouard Kauffmann, Paris, BoD, 2020, 352 p. (ISBN 978-2-322-20796-1, lire en ligne), p. 283.
- Luc Rudolph, Policiers rebelles, une résistance oubliée : la police. 1940-1945. Policiers rebelles, vol. 2, SPE Militaria, 24 avril 2015, 679 p., p. 280-281.

### Articles
- Baptiste Decharme, « Il y a 75 ans Châtellerault était libéré », Centre Presse, le quotidien de la Vienne,‎ 4 septembre 2019 (lire en ligne, consulté le 23 juin 2020).